# Slosarczykovia circumantarctica
Slosarczykovia circumantarctica Lipinski, 2001 è una specie di cefalopode decapode, l'unica specie del genere Slosarczykovia Lipinski, 2001.

## Descrizione
S. circumantarctica è un calamaro di piccole dimensioni che raggiunge una lunghezza del mantello di circa 16 cm.
La superficie tegumentale del mantello, della testa, delle braccia e delle pinne di entrambi i sessi è ricoperta da tessuto reticolato, fibroso e delicato. La clava tentacolare ha ventose poco differenziate.

## Distribuzione e habitat
S. circumantarctica vive nelle acque attorno all'Antartide, dove è una delle specie più comuni di calamari della regione.